# Kamil Jan Svoboda
Kamil Jan Svoboda (* 27. prosince 1978, Frýdlant) je český politik, mezi lety 2011 a 2014 náměstek primátorky města Liberce, mezi lety 2006 a 2014 zastupitel města Liberce, bývalý člen KDU-ČSL.

## Život
Vystudoval Obchodní akademii Liberec (maturoval v roce 1999).
V letech 1998 až 2003 působil jako průvodce na Státním hradu a zámku Frýdlant a Státním zámku Sychrov. Následně pracoval jako instruktor sociální rehabilitace nevidomých a slabozrakých v obecně prospěšné společnosti Tyfloservis (2003 až 2004), organizační pracovník KDU-ČSL (2004 až 2006), vedoucí terénního programu pro lidi ohrožené drogou v obecně prospěšné společnosti Most k naději (2006 až 2007) či osobní asistent handicapovaných v o.p.s. Universium (2007 až 2008).
V letech 2008 až 2010 zastával nejdříve pozici poradce ministra pro místní rozvoj a později konzultanta při Ministerstvu vnitra ČR.
Kamil Jan Svoboda je ženatý a má dvě dcery a jednoho syna.

## Politické působení
V roce 1997 vstoupil do KDU-ČSL. Kandidoval do Zastupitelstva města Liberce v komunálních volbách v roce 1998 a v komunálních volbách v roce 2002 (v obou případech jako člen KDU-ČSL na samostatné kandidátce této strany), avšak neúspěšně. Uspěl až v komunálních volbách v roce 2006 jako člen KDU-ČSL na kandidátce subjektu "SOS pro Liberec". V průběhu volebního období se navíc po rezignaci kolegy stal zastupitelem Městského obvodu Liberec - Vratislavice nad Nisou a v letech 2007 až 2008 byl dokonce místostarostou Městského obvodu Liberec-Vratislavice nad Nisou.
V komunálních volbách v roce 2010 obhájil post libereckého zastupitele, tentokrát jako člen KDU-ČSL na kandidátce strany "Liberec občanům". V dubnu 2011 byl po rozpadu liberecké koalice (a po odvolání Jana Korytáře z postu primátora) zvolen náměstkem nové primátorky pro školství, kulturu a sociální oblast.
Do vyšší politiky se pokoušel neúspěšně prosadit, když v krajských volbách v roce 2012 kandidoval jako člen KDU-ČSL do Zastupitelstva Libereckého kraje za subjekt "Koalice KDU-ČSL a SsČR" (strana se do krajského zastupitelstva nedostala).
Neúspěšně kandidoval za KDU-ČSL rovněž ve volbách do Poslanecké sněmovny PČR v roce 2006 a ve volbách do Poslanecké sněmovny PČR v roce 2010. Ve volbách do Poslanecké sněmovny PČR v roce 2013 kandidoval v Libereckém kraji jako lídr KDU-ČSL, ale opět neuspěl.